# Voldby (Norddjurs Kommune)
 For alternative betydninger, se Voldby. (Se også artikler, som begynder med Voldby)
Voldby er en by på Djursland med 368 indbyggere  (2024), beliggende 30 km øst for Ryomgård, 38 km nordøst for Ebeltoft, 7 km sydøst for Gjerrild og 8 km nord for kommunesædet Grenaa. Byen hører til Norddjurs Kommune og ligger i Region Midtjylland. I 1970-2006 hørte byen til Nørre Djurs Kommune.
Voldby hører til Voldby Sogn. Voldby Kirke ligger i byen.

## Faciliteter
I 1897 blev der åbnet brugsforening i Voldby, og byen har stadig en Dagli'Brugs. Voldby Beboerforening har hjemsted i Voldby Forsamlingshus.

## Historie
Voldbys skole fra 1700-tallet flyttede i 1853 til en ny bygning. I 1880'erne havde Voldby ca. 350 indbyggere.
I 1901 beskrives Voldby således: "Voldby med Kirke, Skole, Folkehøjskole (opr. 1868), Forsamlingshus (opr. 1894), Andelsmejeri, Mølle og Telefonst.".
Andelsmejeriet blev opført i 1887 og afløste et mindre fællesmejeri fra slutningen af 1870'erne. Forsamlingshuset havde fra starten en stor sal på 15x9 meter og et mindre mødelokale. I 1917 blev Voldby og Omegns Andelskasse stiftet. Den lejede sig ind i forsamlingshuset de første år, men fik sin egen bygning i 1944.

### Voldby Højskole
En grundtvigiansk folkehøjskole startede i en af byens gårde i 1868. Den opførte sin egen bygning syd for byen i 1876 og flyttede til en ny og større bygning i 1909. Højskolen lukkede i 1938 pga. dårlig økonomi, men fortsatte under en ny ejer som ungdomsskole med plads til 30 elever. Den lukkede i marts 1962.

### Nørreherreds Elværk
I 1912 opførte man i Voldby Nørreherreds Elværk, der var Djurslands første. Omkring 1960 blev det gamle jævnstrømsværk og ledningsnettet ombygget til vekselstrøm. Værket fungerede indtil april 1971, hvor elforsyningen blev overtaget af ARKE.

### Voldby Station
Voldby havde station på Ryomgård-Gjerrild-Grenaa Jernbane 1917-56. Voldby var eneste mellemstation på forlængelsen Gjerrild-Grenaa, der blev anlagt 6 år senere end Ryomgård-Gjerrild. Som banens yngste mellemstation var den naturligt nok den første, der fik indlagt elektricitet. Den havde et 125 meter langt omløbsspor med svinefold. Næst efter Gjerrild var Voldby den af banens mellemstationer, der havde mest persontrafik. Stationsbygningen, der var tegnet af arkitekt Mads Christian Thoft fra Grenaa, er revet ned.

### Genforeningssten
I et lille anlæg, hvor Pejmarksvej munder ud i Birkedommervej, står en sten der blev afsløret 10. juli 1920 til minde om Genforeningen i 1920.

## Kendte personer
- Anders Andersen (1912-2006), Venstre-politiker, finansminister og økonomiminister – født og bosat på gården Benzonslyst 1 km øst for byen.
- Britt Bager (1976-), folketingsmedlem for Venstre.